# میخائیل دیتریخس
میخائیل دیتریخس (روسی: Михаи́л Константи́нович Ди́терихс; ۱۷ مهٔ ۱۸۷۴ – ۹ سپتامبر ۱۹۳۷) فرد نظامی بود.
وی همچنین برندهٔ جوایزی همچون لژیون دونور (افسر) شده‌است.